# W pętli życia
W pętli życia (Tangle, 2009–2012) – australijski serial telewizyjny nadawany przez stację Showcase od 1 października 2009 roku. W Polsce nadawany jest na kanale Viacom Blink! od 22 lipca 2011 roku.

## Opis fabuły
Serial koncentruje się wokół dwóch rodzin Kovaców i Williamsów, którzy mieszkają na przedmieściach Melbourne.
Niepokój powoduje powrót po dziesięciu latach Nat Manning (Kat Stewart), która wyjechała do Wielkiej Brytanii spróbować swoich sił jako aktorka. Skrywane tajemnice mogą zniszczyć życie im samym, ich znajomym czy dalszej rodzinie.

## Obsada i bohaterowie

### Główni
- Justine Clarke jako Ally Kovac
- Kat Stewart jako Nat Manning
- Catherine McClements jako Christine Williams
- Joel Tobeck jako Tim Williams
- Matt Day jako Gabriel Lucas
- Don Hany jako Spiros Georgiades
- Blake Davis jako Max Williams
- Lincoln Younes jako Romeo Kovac
- Eva Lazzaro jako Gigi Kovac
- Kick Gurry jako Joe Kovac

#### Dawniej
- Lucia Mastrantone jako Em Barker (odcinki 1-9
- Ben Mendelsohn jako Vince Kovac (odcinki 1-10)

### Drugoplanowi
- Tony Rickards jako Billy Hall
- Georgia Flood jako Charlotte Barker
- Jane Allsop jako Tanya Hicks
- Lucia Emmerichs jako Ophelia Hicks
- Reef Ireland jako Ned Dougherty
- Madeleine Jay jako Kelly
- Alison Whyte jako Nicky Barnham

## Spis odcinków
| Premiera odcinka | N/o | Polski tytuł | Angielski tytuł |
| ---------------- | --- | ------------ | --------------- |
|                  |     |              |                 |
| SERIA PIERWSZA   |     |              |                 |
|                  |     |              |                 |
| 22.07.2011       | 01  |              |                 |
|                  |     |              |                 |
| 22.07.2011       | 02  |              |                 |
|                  |     |              |                 |
| 30.07.2011       | 03  |              |                 |
|                  |     |              |                 |
| 31.07.2011       | 04  |              |                 |
|                  |     |              |                 |
| 06.08.2011       | 05  |              |                 |
|                  |     |              |                 |
| 07.08.2011       | 06  |              |                 |
|                  |     |              |                 |
| 13.08.2011       | 07  |              |                 |
|                  |     |              |                 |
| 14.08.2011       | 08  |              |                 |
|                  |     |              |                 |
| 20.08.2011       | 09  |              |                 |
|                  |     |              |                 |
| 21.08.2011       | 10  |              |                 |
|                  |     |              |                 |
| SERIA DRUGA      |     |              |                 |
|                  |     |              |                 |
|                  | 11  |              | Cortège         |
|                  |     |              |                 |
|                  | 12  |              | The Day After   |
|                  |     |              |                 |
|                  | 13  |              | Desire          |
|                  |     |              |                 |
|                  | 14  |              | Fallout         |
|                  |     |              |                 |
|                  | 15  |              | Sleepwalking    |
|                  |     |              |                 |
|                  | 16  |              | Lost and Found  |
|                  |     |              |                 |